# Агис (военачальник Птолемея I Сотера)
Агис (др.-греч. Άγις) — военачальник на службе у правителя Египта Птолемея I Сотера.
В античных источниках Агис упомянут один раз в «Исторической библиотеке» Диодора Сицилийского. В 313 году до н. э. в Кирене вспыхнул мятеж. Жители города осадили цитадель, где со своими воинами укрылся комендант города Офелл. Птолемей отправил в Кирену послов с призывом прекратить мятеж, однако жители их казнили и продолжили осаду. Тогда Птолемей был вынужден отправить Кирену войско Агиса, которое сопровождал флот Эпанета. Агис взял штурмом городские стены, после чего отправил зачинщиков мятежа в цепях в Александрию.
После того как Агис усмирил Кирену, он передал власть в городе Офеллу и вернулся в Египет.